# Wolkenrasen
Wolkenrasen ist ein Ortsteil der Stadt Sonneberg im Landkreis Sonneberg in Thüringen.

## Lage
Wolkenrasen liegt südlich der Sonneberger Kernstadt, zum großen Teil auf Gemarkungen von Oberlind und Hönbach. Die Bundesstraße 89 führt an dem Stadtteil vorbei. Der Bahnhof liegt am nördlichen Rand, die Medinos-Klinik am nordöstlichen Rand. Der Stadtteil ist im Norden durch monolithische Zeilenbauten der 1950er und 1960er Jahre und im Süden durch Plattenbauten der 1970er und 1980er Jahre geprägt.

## Geschichte
Die Geschichte von Wolkenrasen begann 1953 mit dem Wohnungsneubauprogramm der DDR in Sonneberg auf ehemals Oberlinder Flur. Es entstand nach einem städtebaulichen Konzept von Herbert Schmidt und einem Kollektiv aus Suhl das grenznächste Wohngebiet der DDR, nur wenige hundert Meter von der innerdeutschen Grenze entfernt und von 1961 bis 1972 im Grenzsperrgebiet liegend. In Wolkenrasen wurden auch Schulen und Versorgungseinrichtungen für die dort lebenden Menschen errichtet. 1985 lebten rund 10.000 Menschen in 3.400 Wohneinheiten in Wolkenrasen, 2010 waren es noch etwa 5.500 Einwohner.